# Shadow Fighter (videogioco)
Shadow Fighter è un videogioco picchiaduro a incontri sviluppato dall'italiana NAPS team per Amiga e pubblicato nel 1994 da Gremlin Interactive.
Shadow Fighter si fece notare nel mercato dei picchiaduro per Amiga per la sua qualità, in particolare per il robusto sistema di controllo, con una ricca scelta di mosse per ogni personaggio nonostante l'uso dell'unico pulsante di fuoco del joystick Amiga, e per la bellezza della grafica, dotata tra l'altro di sfondi con scorrimento parallattico a vari livelli.
A distanza di poco tempo uscirono una versione esclusiva per l'Amiga 1200, migliorata dal punto di vista della grafica, anche se in maniera poco evidente, e una versione per Amiga CD32, anch'essa molto simile alle precedenti, con il beneficio del disco unico e di musica aggiuntiva da CD.

## Modalità di gioco
Il gioco è bidimensionale e comprende 25 differenti mosse per ogni personaggio, tra le quali colpi in salto e da accovacciato, prese anche in volo, appoggi a pareti e soffitti, e le mosse speciali. Queste ultime sono circa 4 per ogni personaggio, realizzabili con rotazioni di 90° abbinate al pulsante di fuoco.
I colpi non sono divisi tra calci e pugni, o per velocità e potenza, ma per la direzione del colpo stesso.
Si può abilitare l'opzione per lo stordimento temporaneo dei personaggi quando subiscono molti colpi continui, caratteristica allora inedita su Amiga.
Ci sono ben 18 personaggi con mosse molto differenziate, di cui 16 giocabili, su 10 differenti scenari e con l'opzione "sangue" in stile Mortal Kombat (a differenza di quest'ultimo, il sangue permane anche a terra).
Il menù iniziale permette la scelta di differenti opzioni, tra le quali la partita singola, il doppio e l'allenamento contro Pupazz. Nella partita singola a seconda della difficoltà scelta si potranno utilizzare determinati personaggi e poter completare il gioco: con la difficoltà Facile il numero di personaggi è esiguo ed una volta sconfitti i rimanenti selezionabili termina il gioco, con difficoltà media al termine del gioco si affronta Shadow (un personaggio non selezionabile), con difficoltà difficile dopo aver sconfitto Shadow si potrà assistere ad una scenetta finale differente per ogni personaggio utilizzato.

## Personaggi
- Slamdunk - Slamdunk è forse il personaggio più efficace per le sue qualità di allungo ed agilità. Mescola ottimamente le sue tecniche di giocatore di pallacanestro con le arti marziali. Strana la scelta di un cestista di colore proveniente dalla Danimarca, in quanto non è una nazione con una gran tradizione nella Pallacanestro. Lo si affronta in un campo di Pallacanestro in Danimarca.
  - Mosse Speciali - Jumping B-Ball, Spinning Fire Kick, Speed Attack, Spinning Fire B-Ball, Head Spring Kick.

- Soria - È il campione del mondo di Kick Boxing. La sua nazionalità probabilmente "onora" la star dello spettacolo Jean-Claude Van Damme, al tempo famosissimo interprete di film sulle arti marziali. Lo si affronta in un ring in Thailandia.
  - Mosse Speciali - Spinning Roundhouse Attack, Flying Kick, Double Drop Heel.

- Electra - Cresciuta sulle strade di Parigi, la biondina in questione prende il nome dalle sue tecniche speciali, tutte caratterizzate dall'Elettricità. È il personaggio con il maggior numero di mosse speciali. La si affronta in una stazione metropolitana francese. L'"Electric Body" è una mossa speciale chiaramente ispirata a quella di Blanka di Street Fighter II.
  - Mosse Speciali - Electric Body, Power Launch, Earth Power Energy, Electric Boomerang, Double Kick, Spinning Jump.

- Fakir - Fakir, come da nome, è un fachiro dotato di antichi poteri che utilizza spesso e volentieri. Personaggio un po' pacchiano, non manca di esibire il suo tappeto magico ed il classico genio della lampada. Lo si affronta su un terrazzo in Pakistan.
  - Mosse Speciali - Genie Hurricane, Mystery Fire, Teleport, Magic Carpet.

- Yurgen - Yurgen è un poliziotto tedesco che ha scelto di partecipare al torneo per investigare su un omicidio: infatti pensa che uno dei partecipanti al torneo è l'assassino. Lottatore potente ma anche agile, non è certo un poliziotto leale, in quanto utilizza anche la pistola ed il manganello. Da notare l'errore sul nome (il nome corretto sarebbe "Jurgen") e che la divisa dei poliziotti tedeschi è verde, a differenza di quella di Yurgen che sembra una riproduzione di quella dei poliziotti statunitensi. Lo si affronta in un parcheggio sotterraneo in Germania.
  - Mosse Speciali - Gun Fire, Power Fist, Earthquake Fist.

- Cody - È il maestro della scuola Kuto, una particolare arte marziale. Sia nella guardia che nel nome della sua particolare scuola il personaggio in questione può ricordare Kenshiro di Ken il guerriero. Lo si affronta su un'impalcatura davanti alla Statua della Libertà di New York.
  - Mosse Speciali - Kuto Kick, Fast Punch, Flying Powerball, Kuto Fireball.

- Salvador - Ragazzo cresciuto sulle strade di Madrid, ha una tecnica di combattimento tipicamente da strada. È molto gettonato per la sua mossa speciale Flash Panther: in pratica effettua un balzo in avanti avvolto da un'aura a forma di pantera, ed è un colpo che toglie parecchia energia all'avversario. Lo si affronta sul rimorchio di un camion, forse lo scenario più bello del gioco. Il "Turning Flip" è una mossa speciale chiaramente ispirata al Somersault Kick di Guile di Street Fighter II.
  - Mosse Speciali - Spinning Powerball, Turning Flip, Flash Panther.

- Kury - Kury è una sorta di immenso mostro che vive nel Tibet in completa riservatezza. È probabilmente il personaggio più potente nei suoi colpi, e non è nemmeno troppo macchinoso, ma la grossa mole lo rende vulnerabile alle mosse speciali sullo stile delle palle di fuoco. Lo si affronta proprio sul Tibet. Il "Rock Roll" è una mossa speciale chiaramente ispirata a quella di Blanka di Street Fighter II.
  - Mosse Speciali - Power Smash Fist, Body Drop, Rock Roll, Spinning Fire Hand.

- Lee Cheng - Lee Cheng è un maestro di Ju-Jitsu, chiaramente ispirato a Bruce Lee, del quale porta anche il vero nome; è molto abile con i nunchaku. Lo si affronta in una sorta di palestra in Cina, anche se un tappeto posto proprio al centro dello scenario reca fonogrammi giapponesi, e Lee Cheng stesso porta una fascia in testa con la bandiera del Giappone in vista.
  - Mosse Speciali - Fire Hand Spinning, Fistoff Falling Sun, Fire Fist, Fury Kick, Falling Nunchaku.

- Toni - Toni è un lottatore di strada cresciuto a Firenze, in grado di controllare il fuoco, tant'è che lo utilizza in quasi tutte le sue mosse speciali. Probabilmente per le sue origini italiane (ricordiamo che il gioco è sviluppato da italiani) è forse il personaggio più forte nel rapporto agilità/potenza e per le sue mosse speciali. Lo si affronta in Italia su un edificio in costruzione.
  - Mosse Speciali - Burning Uppercut, Spinnig Fire, Flame Kick, Massive Uppercut.

- Manx - Terribile ragazza di origini sconosciute, cresciuta nella Foresta Amazzonica, ha imparato l'arte della tigre. È chiaramente ispirata a Lamù della serie omonima e, nelle mosse base, a Blanka. La si affronta nella Foresta Amazzonica in Brasile.
  - Mosse Speciali - Fire Hands, Cuting Claws, Rolling Claw Slash, Tiger Attack, Falling Angel.

- Top-Knot - È il campione di Muay Thai. Lottatore molto efficace, sembrerebbe ispirato alla star Michel Qissi. Lo si affronta in un ring in Thailandia.
  - Mosse Speciali - Fast Fire Somersault, Spinnig Kick, Power Combination, Speed Elbow Smash, Hangmans Uppercut.

- Yarado - Cresciuto negli scuri meandri delle foreste messicane, Yarado è cresciuto con una congrega di “Anziani”, che gli hanno insegnato a focalizzare le proprie energie. L'allenamento deve essere stato particolarmente duro, visto che il caro Yarado è più secco di un'acciuga e ha l'aspetto di una vecchia cariatide a soli 24 anni! Primo dei tre lottatori che si divertono ad utilizzare l'energia elettrica, Yarado è quello più efficace nelle mosse ma anche quello più debole. Rimane, comunque, molto spettacolare. Lo si affronta in una palude in Messico.
  - Mosse Speciali - Electric Speed, Spinning Power, Electric Body, Electric Splash, Spinning Arms.

- Okura - È un samurai rinnegato e bandito per le sue efferatezze. Non solo riveste il ruolo di boss finale nel livello Easy ma è anche tremendamente forte. Facente anche lui parte della categoria “utilizzabile solo a livello Hard”, Okura possiede un discreto parco di mosse speciali fulminanti che non vi faranno mancare il dio del tuono di cui sopra. Lo si affronta nel giardino di una tipica casa giapponese.
  - Mosse Speciali - Electric Sword, Spinning Blade, Thunder Power, StalSword.

- Toshio - Ultimo erede della scuola di arti marziali Katu, Toshio ha appena 14 anni ed è già un combattente esperto. Se qualcuno pensa che si tratti semplicemente di un Ryu prepuberale, ha in parte ragione e in parte torto: Toshio ha un set di mosse molto più ampio del suo fratellone ma anche alcuni tratti in comune. Rispetto al campione di casa Capcom, Toshio è capace di generare fireball incredibilmente grandi, anelli di fuoco e calci infuocati talmente potenti da assumere la forma di un drago! Veloce, agile e potente: non stupisce che per usarlo serva impostare il livello di gioco su Hard! La sua statura lo rende inattaccabile con colpi alti. È inoltre in grado di sfruttare i lati verticali dello schermo per prendere slancio nel salto.
  - Mosse Speciali - Fireball, Dragon Speed, Dragon Uppercut, Dragon Kick, Circle of Fire.

- Khrome - Creatura aliena formata da una sorta di metallo liquido, ricorda un po' il T-1000 del film Terminator 2 - Il giorno del giudizio. È il personaggio col minor numero di mosse speciali, ma è comunque efficace nei suoi colpi. Lo si affronta all'interno di una stazione spaziale.
  - Mosse Speciali - Liquid Silver Attack, Melting Body.

I seguenti personaggi non sono giocabili, a meno che si usino trucchi:
- Shadow - Personaggio di nazionalità sconosciuta, di aspetto mostruoso, è l'avversario finale del gioco se si sceglie la difficoltà "Hard". È agile e potente, con differenti e notevoli mosse speciali, ed è il personaggio raffigurato nella locandina del gioco.

- Pupazz - Pupazzo utilizzato per l'allenamento, ma in grado ogni tanto anche di contrattaccare[6].

## Sviluppo
Shadow Fighter fu il primo titolo di rilievo della NAPS team. Derivava da un loro precedente gioco per Amiga chiamato Eye of Tiger, ultimato ma mai pubblicato. La principale fonte di ispirazione fu Street Fighter II.

## Accoglienza
In tutte le versioni, Shadow Fighter ricevette molte recensioni con ottimi giudizi, spesso attorno al 90%.
Nel 1996 la rivista Amiga Power lo classificò come il ventesimo miglior gioco di tutti i tempi.
Molti anni dopo la rivista Game Republic lo ricordò come un classico e probabilmente il miglior picchiaduro a incontri per Amiga, insieme a Body Blows.